# Staaten von Holland und Westfriesland

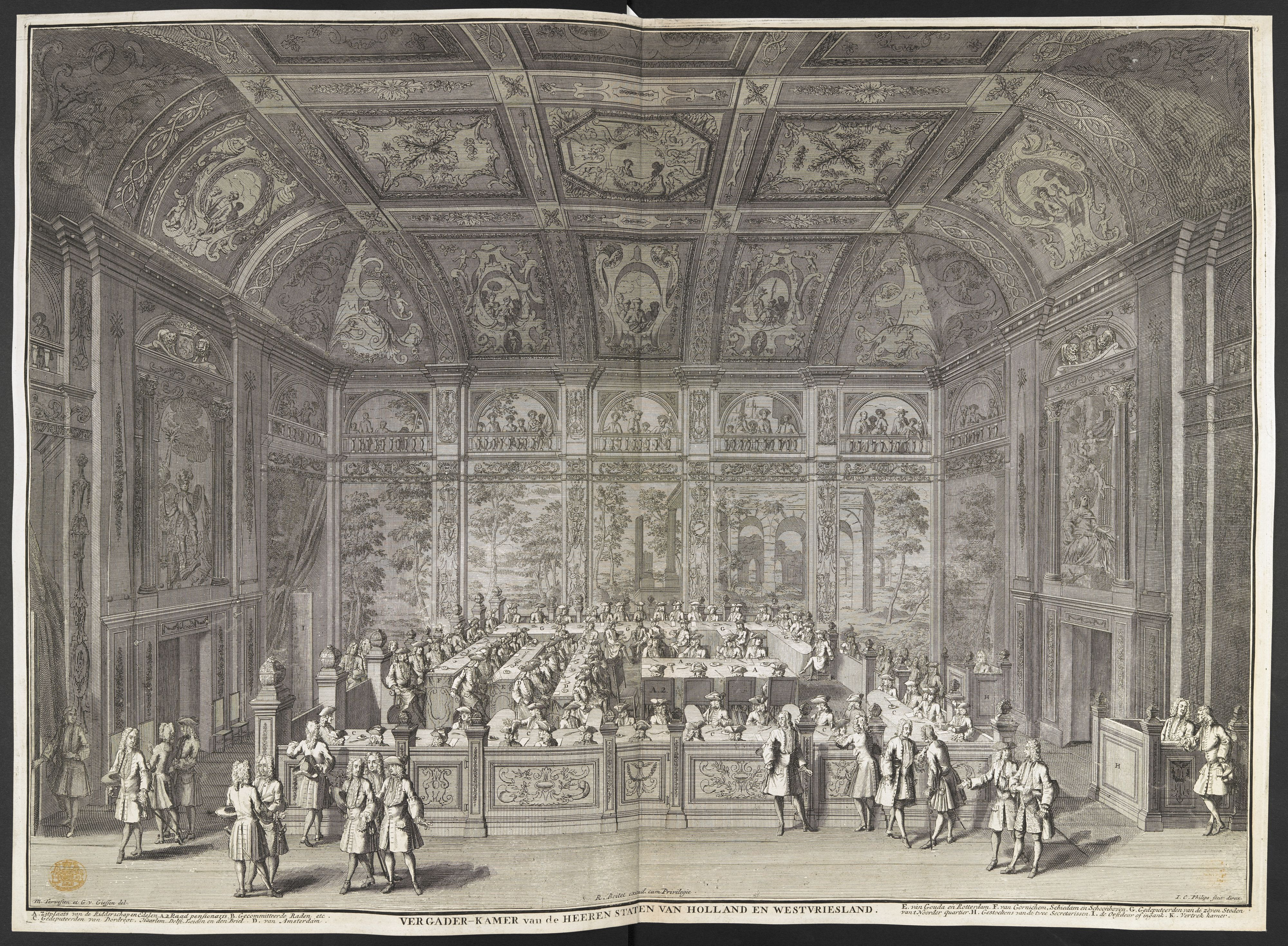
Versammlung der Staaten von Holland und Westfriesland, Kupferstich von Jan Caspar Philips (≈1700–1775), um 1740

Die Staaten von Holland, später Staaten von Holland und Westfriesland genannt, war ein erstmals im Delfter Versöhnungsvertrag kodifiziertes, ständisch besetztes Beratungsgremium der Grafen von Holland. Im Zuge des Niederländischen Aufstands gegen Philipp II. von Spanien entwickelte es sich zum höchsten Legislativ- und Exekutivorgan der Grafschaft Holland und wurde 1795 bei der Gründung der Batavischen Republik durch die Provisorischen Vertreter des holländischen Volkes abgelöst.

## Geschichte
Das aus den Burgundischen Niederlanden hervorgegangene Gebiet der Siebzehn Provinzen, die nach dem Burgundischen Vertrag in den Generalstaaten zu Brüssel in der Form eines ständischen Gremiums am Hofe des Statthalters der habsburgischen Niederlande organisiert waren, hatte sich bereits im 16. Jahrhundert weitgehend vom Heiligen Römischen Reich gelöst. Innerhalb dieses Gebiets lag die Grafschaft Holland, die – seit 1579 in der Utrechter Union mit sechs weiteren Territorien vereinigt – sich 1581 als Republik der Vereinigten Niederlande von der spanischen Oberherrschaft befreite. Im Rahmen ihres neuen Staatenbundes gewannen so die in den Staaten von Holland vertretenen Stände die Herrschaftsrechte über Holland und West-Friesland. Die internationale Anerkennung der staatlichen Unabhängigkeit erfolgte 1648 im Frieden von Münster. Die nach Den Haag übergesiedelten Generalstaaten fungierten als Vertretung der Gliedstaaten. Als frühbürgerliches Parlament auf Bundesebene koordinierten sie die Politik der sieben Provinzen Geldern, Friesland, Holland, Overijssel, Stad en Lande, Utrecht und Zeeland.
Als weitaus größte Entität des Staatenbunds übten Holland und sein Beschlussorgan – die Staaten von Holland – eine Hegemonie über die gesamte Republik aus. Als Vorsitzender der Staaten von Holland wurde ein besoldeter Beamter gewählt, der Landesadvokat, ab 1621 Ratspensionär (auch Großpensionär) genannt wurde.
Aus dem Amt des noch von Philipp II. ernannten Statthalters Maximilien de Hénin-Liétard als Vertreter des Grafen von Holland entwickelten die Staaten von Holland mit der Fiktion, der Vorgänger Wilhelm von Oranien sei nicht abberufen worden und daher Statthalter des Grafen von Holland geblieben, ein zentrales Staatsamt, das mithilfe der politischen Gruppe der Orangisten fast durchgehend dem Haus Oranien-Nassau zufiel. Das Amt bedurfte der Ernennung durch die Staaten. Es gewann durch den im späten 16. Jahrhundert entstandenen Brauch, dass auch die Staaten von Zeeland, Utrecht, Gelderland, Overijssel, Groningen und Friesland denselben Statthalter einsetzten, an Bedeutung und beinhaltete die Funktion eines Oberbefehlshabers über die Streitkräfte.
Sitz der Staaten von Holland und Westfriesland war Den Haag. Die dort zugelassenen Personen war Adelige aus der Ritterschaft, deren Zahl und Einfluss im Laufe der Zeit durch Krieg, Todesurteile und Verbannung erheblich schrumpfte, sowie 18 Vertreter der Städte, davon elf aus Süd-Holland und sieben aus Nord-Holland: Dordrecht, Haarlem, Delft, Leiden, Amsterdam, Gouda, Rotterdam, Gorkum, Schiedam, Schoonhoven, Den Briel, Alkmaar, Hoorn, Enkhuizen, Edam, Monnickendam, Medemblik und Purmerend.
In den 1780er Jahren entwickelten sich die Staaten von Holland und Westfriesland zu einer Hochburg der Patriotten, die eine Demokratisierung der Herrschaft anstrebten und die Statthalter, die danach strebten, ihre Macht auszuweiten, bekämpften.